# Colwich (Kansas)
Colwich is een plaats (city) in de Amerikaanse staat Kansas, en valt bestuurlijk gezien onder Sedgwick County.

## Demografie
Bij de volkstelling in 2000 werd het aantal inwoners vastgesteld op 1229.
In 2006 is het aantal inwoners door het United States Census Bureau geschat op 1364, een stijging van 135 (11,0%).

## Geografie
Volgens het United States Census Bureau beslaat de plaats een oppervlakte van
1,9 km², geheel bestaande uit land. Colwich ligt op ongeveer 422 m boven zeeniveau.

## Plaatsen in de nabije omgeving
De onderstaande figuur toont nabijgelegen plaatsen in een straal van 16 km rond Colwich.